# Minkama
Minkama est un village de troisième degré situé dans la région du Centre et au canton BENYADA SUD, dans le département de la lekié dans l'arrondissement d'Obala.

## Historique
Minkama est un village de 3e degré  situé dans l'arrondissement Obala de 3e degré du département de Lekie de la région du Centre et appartient au canton BENYADA SUD. Le village est désigné par le code 2.2.7.2.2.

## Géographie
Le village est situé dans la région du centre Cameroun, ayant le code de région Africa/Middle East. Il est situé à 567 mètres d'altitude. Ses coordonnées géographiques sont 4°10'60" N et 11°34'60" E en DMS (degrés, minutes, secondes) ou 4.18333 et 11.5833 (en degrés décimaux). La position UTM est QK86 et la référence Joint Operation Graphics est NB32-16. Il a pour position méridien 11°34' parallèle carte, et situé sur l'axe Bafia carrefour de routes vers Obala, vers Batchenga et vers Essé,.

## Population
Ce village est majoritairement peuplé par des Eton mais on y retrouve également des Bamiléké et des Haussa. Le village a une population de totale de 2676 habitants. Parmi eux, 1353 sont des hommes et 1323 sont des femmes.

## Établissement
Lycée de minkama créé en 2010.

## Santé
Centre de Santé Intégré Catholique Saint Jacques de Minkama  est un cabinet médical. Il se trouve à proximité de l'église Sainte Marie Mère de Dieu, ainsi que de l'église de Sanctuaire Sainte Marie Mère du Rédempteur.

## Lieux de culte
Comme lieux de culte nous avons la paroisse Jean-Paul II de Minkama, diocèse d’Obala transformer en sanctuaire avec un édifice s'étendant sur 50 mètres de long et 22 mètres de large. Nous avons également l'église Sainte Marie Mère de Dieu et l'église de Sanctuaire Sainte Marie Mère du Rédempteur,.